# Miguel Ángel Sola Elizalde
Miguel Ángel Sola Elizalde (Pamplona, 29 de setembre de 1957) és un exfutbolista i entrenador de futbol navarrès. Com a jugador ocupava la posició de migcampista.

## Trajectòria
Sorgeix del planter de l'Athletic, i després de jugar amb l'Arousa (78/79) i el Deportivo Alavés (79/80) puja al primer equip de San Mamés a la lliga 80/81, en la qual disputa 27 partits. El migcampìsta seria un dels jugadors clàssics de l'Athletic durant la primera meitat de la dècada dels 80, encara que no va consolidar-se com a titular. En total, va disputar 123 partits i va marcar 25 gols.
L'estiu de 1985 fitxa pel CA Osasuna. Al club de la seua ciutat natal romandria fins a la seua retirada, el 1992. Serien set campanyes irregulars, ja que no en totes comptaria com a titular. Hi destaca a la 87/88, en la qual marca 8 gols en 18 partits.
En total, va sumar 315 partits i 42 gols a primera divisió.

### Com a entrenador
Després de penjar les botes, ha seguit vinculat al món del futbol. A la campanya 96/978 va dirigir al CA Osasuna durant vuit partits, a Segona Divisió. Posteriorment, ha entrenat a equips com la SD Huesca, el Peña Sport, el CD Mirandés o l'Ardoi, entre d'altres.

## Palmarès
- Lliga espanyola: 82/83, 83/84
- Copa del Rei: 1984
- Supercopa espanyola: 84/85